# August Benjamin af Schultén
August Benjamin ("Atte") af Schultén, född 19 december 1856 i Viborg, död 29 september 1912 i Paris, var en finländsk friherre och kemist. Han var son till Otto Reinhold af Schultén samt bror till Maximus och Hugo af Schultén.
Schultén blev student 1873 och filosofie kandidat 1877, studerade för Joseph Riban vid Paris universitet, där han blev filosofie doktor 1881 på en avhandling om den första syntesen av en zeolit. Tiden 1881-1883 tillbringades som docent, först i Paris och sedan i Heidelberg (hos Robert Wilhelm Bunsen), innan Schultén återvände till Finland där han verkade 1883-1901 som lärare och forskare vid Helsingfors universitet. Från 1901, då han erhöll ett stort universitetsstipendium, till sin död vistades han nästan oavbrutet i Paris. 
Schulténs kemiska forskning omfattar huvudsakligen oorganiska synteser, främst mineralsynteser. Han ägnade sig särskilt åt framställning av mineral på den så kallade "våta vägen", mest vid normalt tryck, med stor framgång i synnerhet vad gäller framställning av väl kristalliserade produkter av även mycket svårlösliga föreningar. Hans arbeten utmärks av stor precision i utförandet samt noggrannhet i bestämningarna av produkternas kristallografiska och optiska egenskaper. Redogörelserna för dem är för det mesta tryckta i franska Vetenskapsakademiens "Comptes rendus" samt i franska mineralogiska sällskapets skrifter.